# Montejaque
Montejaque là một đô thị trong tỉnh Málaga, cộng đồng tự trị Andalusia Tây Ban Nha. Đô thị này có diện tích là 43 ki-lô-mét vuông, dân số năm 2009 là 1009 người với mật độ 23,47 người/km². Đô thị này có cự ly 140 km so với tỉnh lỵ Málaga.